# NGC 4298
NGC 4298 ist eine regelmäßig geformte Spiralgalaxie mit ausgedehnten Sternentstehungsgebieten im Sternbild Haar der Berenike am Nordsternhimmel. Sie ist schätzungsweise 49 Millionen Lichtjahre von der Milchstraße entfernt und hat einen Durchmesser von etwa 45.000 Lj. Gemeinsam mit der Edge-on-Galaxie NGC 4302 bildet sie das stark gravitativ gebundene Galaxienpaar Holm 377 oder KPG 332. Unter der Katalognummer VCC 483 ist sie als Mitglied des Virgo-Galaxienhaufens eingetragen.
Im selben Himmelsareal befinden sich u. a. die Galaxien NGC 4262, IC 781, IC 3177 und IC 3238, einige Grad östlich die drei Riesengalaxien M87, M89 und M90, deren Schwerewirkung die Dynamik des Galaxienhaufens dominiert.
Das Objekt wurde am 8. April 1784 von dem Astronomen Wilhelm Herschel mithilfe seines 18,7 Zoll-Spiegelteleskops entdeckt.